# Scalby (North Yorkshire)
Scalby – wieś w Anglii, w hrabstwie North Yorkshire, w dystrykcie (unitary authority) North Yorkshire. Leży na pograniczu parku narodowego North York Moors, 57 km na północny wschód od miasta York i 311 km na północ od Londynu.